# Nola illaudata
Nola illaudata är en fjärilsart som beskrevs av Fletcher 1958. Nola illaudata ingår i släktet Nola och familjen trågspinnare. Inga underarter finns listade i Catalogue of Life.